# Alba Castellví Miquel
Alba Castellví Miquel   (Sant Sadurní d'Anoia, 1976) és una sociòloga, educadora, mediadora de conflictes i escriptora catalana, especialitzada en educació familiar. S’ha dedicat a orientar pares i mares en la criança respectuosa i és autora de diversos llibres de divulgació pedagògica, com Educar sense cridar, un manual que ha estat un èxit editorial. També ha escrit contes infantils sobre valors i emocions.

## Biografia
Nascuda a Sant Sadurní d’Anoia el 1976, Castellví es va llicenciar en Sociologia i es va formar com a pedagoga i mediadora de conflictes. Ha treballat com a mestra en diversos nivells educatius i com a professora associada de Didàctica a la Universitat de Barcelona.
Des de fa anys es dedica a l’assessorament familiar, la formació de pares i mares i la mediació en conflictes educatius. Ofereix xerrades, tallers i conferències arreu del territori. Col·labora habitualment amb mitjans de comunicació com La Vanguardia, El Periódico, Diari Ara o Ràdio Estel, i publica articles d’opinió sobre educació i criança.

## Obra

### Assaig pedagògic
Castellví va debutar amb Educar sense cridar (2016), un llibre que ofereix estratègies per educar infants amb tranquil·litat i fermesa. El llibre defensa una educació basada en la responsabilitat i l’autonomia. Va ser molt ben acollit i en pocs mesos va arribar a cinc edicions.
El 2021 va publicar Educar adolescents, centrat en l’etapa adolescent i com afrontar-la amb serenitat. Inclou consells sobre tecnologia, límits i comunicació. La seva obra més recent és Els hàbits que els faran feliços (2023), que proposa hàbits i valors per fomentar el benestar dels infants i adolescents.

### Literatura infantil
També ha escrit literatura infantil com Un cistell de cireres (2017), un recull de contes per fomentar valors com l’autoestima o la gestió de la frustració. Ha estat recomanat en guies pedagògiques i dossiers institucionals.
El 2020 va publicar Tots els colors de l’amor, sobre les emocions i els vincles afectius familiars, adreçat a infants a partir de 3 anys.

## Reconeixement i presència pública
Els seus llibres han tingut una àmplia difusió i han estat recomanats per institucions i mitjans. Ha estat entrevistada a La Vanguardia i col·labora regularment al Diari Ara. També ha participat en programes de Catalunya Ràdio, TV3 i Ràdio Estel.
Ha impartit conferències per a institucions públiques com la Generalitat de Catalunya, ajuntaments i entitats educatives. Ha estat una de les autores destacades en iniciatives com “Créixer junts” d’Abacus.